# Song Ha-yoon
Song Ha-yoon (hangul: 송하윤; nascida em 2 de dezembro de 1986), nascida Kim Mi-sun (hangul: 김미선), é uma atriz sul-coreana. É mais conhecida por seus papéis nas séries de televisão Fight for My Way (2017) e Marry My Husband (2024).
Estreou como Kim Byul em 2003, mas mudou seu nome artístico para Song Ha-yoon em 2012.

## Filmografia

### Filme
| Ano  | Título                 | Papel       | Ref.  |
| ---- | ---------------------- | ----------- | ----- |
| 2005 | Innocent Steps         |             |       |
| 2006 | Dasepo Naughty Girls   | Bellflower  |       |
| 2006 | Love House             |             |       |
| 2008 | Baby and I             | Kim Byul    |       |
| 2008 | Members of the Funeral | Woo Ah-mi   |       |
| 2009 | Fly High               | Soo-kyung   | [ 5 ] |
| 2009 | Stray Cats             |             |       |
| 2012 | Helpless               | Han-na      |       |
| 2012 | Dangerously Excited    | Mi-sun      | [ 6 ] |
| 2014 | Whistle Blower         | Kim Yi-seul | [ 7 ] |
| 2018 | Intimate Strangers     | Se-gyeong   | [ 8 ] |

### Séries de televisão
| Ano  | Título                                          | Papel                    | Ref.          |
| ---- | ----------------------------------------------- | ------------------------ | ------------- |
| 2003 | Sang Doo! Let's Go to School                    |                          |               |
| 2005 | Nonstop 5                                       |                          |               |
| 2005 | MBC Best Theater: Taereung National Village     | Jung Ma-roo              |               |
| 2008 | Strongest Chil Woo                              | Yeon-doo                 |               |
| 2011 | KBS Drama Special: Guardian Angel Kim Young-goo | Choi Na-young            |               |
| 2012 | Phantom                                         | Choi Seung-yeon          | [ 9 ]         |
| 2013 | KBS Drama Special: Chagall's Birthday           | Joon-hee                 | [ 10 ]        |
| 2014 | Reset                                           | Choi Yoon-hee            | [ 11 ]        |
| 2014 | Sweden Laundry                                  | Kim Bom                  | [ 12 ]        |
| 2014 | KBS Drama Special: I Introduce My Father        | Choi Hee-young           | [ 13 ]        |
| 2015 | Dream Knight                                    | Joo In-hyung             | [ 14 ]        |
| 2015 | In Still Green Days                             | Lee Young-hee            | [ 15 ]        |
| 2015 | My Daughter, Geum Sa-wol                        | Lee Hong-do / Joo Oh-wol | [ 16 ] [ 17 ] |
| 2016 | Touching You                                    | Jin Hee-young            | [ 18 ]        |
| 2017 | Band of Sisters                                 | Sera Park                | [ 19 ]        |
| 2017 | Fight for My Way                                | Baek Seol-hee            | [ 20 ]        |
| 2018 | Devilish Charm                                  | Joo Gi-Bbeum             | [ 21 ]        |
| 2020 | Please Don't Date Him                           | Seo Ji-seong             | [ 22 ]        |
| 2023 | Oh! Youngsim                                    | Oh Young-sim             | [ 23 ]        |
| 2024 | Marry My Husband                                | Jung Soo-min             | [ 24 ]        |
| ASA  | The History of Jealousy                         | ASA                      | [ 25 ]        |

### Aparições em videoclipes
| Ano  | Título                       | Artista                |
| ---- | ---------------------------- | ---------------------- |
| 2004 | "Sweety"                     | Clazziquai             |
| 2005 | "To Her" (그녀에게)          | UN                     |
| 2006 | "Snowman" (눈사람)           | Gavy NJ                |
| 2007 | "After...Goodbye" (이별후에) | The Name & Choi Jin-yi |
| 2009 | "Afraid"                     | st.Haru                |
| 2010 | "Unnecessary Words"          | Tim feat. Yiruma       |
| 2012 | "Caffeine" (카페인)          | Yang Yo-seob           |
| 2013 | "Although I" (그래도 나는)   | Yang Yo-seob           |

## Prêmios e indicações
| Cerimônia de premiação           | Ano  | Categoria                                                  | Indicação / Trabalho     | Resultado | Ref.   |
| -------------------------------- | ---- | ---------------------------------------------------------- | ------------------------ | --------- | ------ |
| SBS Drama Awards                 | 2012 | Prêmio Especial de Interpretação, Atriz em Drama Especial  | Phantom                  | Indicado  |        |
| KBS Drama Awards                 | 2015 | Prêmio de Excelência, Atriz em Drama Diário                | In Still Green Days      | Indicado  |        |
| MBC Drama Awards                 | 2015 | Melhor Atriz Revelação em Drama Especial                   | My Daughter, Geum Sa-wol | Indicado  |        |
| 2nd KWeb Fest Awards             | 2016 | Melhor Atriz                                               | Touching You             | Venceu    | [ 26 ] |
| 10th Korea Drama Awards          | 2017 | Melhor Atriz                                               | Fight for My Way         | Venceu    | [ 27 ] |
| 1st The Seoul Awards             | 2017 | Melhor Atriz Coadjuvante em Drama                          | Fight for My Way         | Indicado  |        |
| KBS Drama Awards                 | 2017 | Melhor Atriz Coadjuvante                                   | Fight for My Way         | Indicado  |        |
| KBS Drama Awards                 | 2017 | Best Couple Award com Ahn Jae-hong                         | Fight for My Way         | Indicado  |        |
| Korea First Brand Awards         | 2018 | Categoria de Atriz                                         | —                        | Venceu    | [ 28 ] |
| 54th Baeksang Arts Awards        | 2018 | Melhor Atriz Coadjuvante em Televisão                      | Fight for My Way         | Indicado  | [ 29 ] |
| 39th Golden Cinema Film Festival | 2019 | Prêmio de Popularidade da Escolha do Diretor de Fotografia | Intimate Strangers       | Venceu    | [ 30 ] |